# OneDrive
Microsoft OneDrive (в миналото SkyDrive) е уеб сайт и услуга за съхранение на файлове, разработвана от Microsoft. Официално пуснат на 1 август 2007 г., OneDrive позволява на регистрирани потребители да споделят и синхронизират файловете си. OneDrive работи и като back-end за съхранение на уеб версията на Microsoft Office. Услугата предлага 5 GB безплатно място за съхранение, а платените ѝ планове предоставят 100 GB, 1 или 6 TB място за съхранение. OneDrive е включен по подразбиране в абонаментния офис пакет Office 365.
Приложението OneDrive осигурява файловата синхронизация и записването на резервни копия от даденото устройство. OneDrive е част от операционната система Microsoft Windows, но е налично също за macOS, Android, iOS, Windows Phone, Xbox 360, Xbox One, и Xbox Series X/S. Освен това приложенията от Microsoft Office имат директна интеграция с OneDrive.
Към ноември 2014 г. в OneDrive имат регистрация над 250 милиона потребители.